# 司怪增六
獵戶座71，又名BD+19 1270，HD 43042、SAO 95432、HR 2220，是獵戶座的一颗恒星，视星等为5.2，位于銀經191.8，銀緯0.92，其B1900.0坐标为赤經6h 8m 57.8s，赤緯+19° 0.92′ 26″。